# Добрич (Ползела)
Добрич (словен. Dobrič) је насељено место у општини Ползела, Савињска регија, Словенија.

## Историја
До територијалне реорганизације у Словенији био је у саставу старе општине Жалец.

## Становништво
У попису становништва из 2011. године, Добрич је имао 182 становника.
| Број становника према пописима | Број становника према пописима | Број становника према пописима |
| ------------------------------ | ------------------------------ | ------------------------------ |
| 1991                           | 2002                           | 2011                           |
| 165                            | 160                            | 182                            |